# Planternes vækststoffer
|  | Denne artikel er oprettet af botten Steenthbot ud fra en ekstern database. Den kan derfor have sproglige fejl eller mangler. Denne skabelon kan fjernes efter kontrol af indholdet. |

Planternes vækststoffer er en dansk dokumentarfilm fra 1958 instrueret af Knud V. Ravn efter eget manuskript.

## Handling
Optagelse af professor, dr.phil. Peter Boysen Jensen, der har foretaget grundlæggende undersøgelser over havrekimplanters vækst. Derefter anskueliggøres i realoptagelser og tegnefilm, hvorledes vækststofferne under forskellige vilkår dirigerer planternes udvikling.